# Docteur en kilt et Mister Bunny
Pour plus de détails, voir Fiche technique et Distribution.
Docteur en kilt et Mister Bunny, ou Champion de golf (My Bunney Lies over the Sea), est un court métrage d'animation de la série américaine Merrie Melodies de Warner Bros. Cartoons et sorti le 4 décembre 1948. Il met en scène Bugs Bunny et un homme écossais (connu plus tard sous le nom d'Angus McCory).
Le titre original est un jeu de mots avec la chanson écossaise traditionnelle My Bonnie Lies over the Ocean.

## Synopsis
Le lapin Bugs Bunny creuse sous la terre pour rejoindre son lieu de villégiature, « La Brea Tar Pits » à Los Angeles, mais son tunnel débouche par erreur en Écosse. Il se dit qu'il a dû rater le virage pour Albuquerque. Il voit tout à coup un Écossais en kilt (nommé MacRory en anglais) jouant de la cornemuse. Il prend la cornemuse et l'Écossais pour un monstre attaquant une femme. Il frappe de toutes ses forces et s'acharne sur la cornemuse qui « expire » peu à peu, la met en pièces. L'Écossais est furieux. Bugs découvre sa méprise mais est encore persuadé que MacRory porte une jupe et trouve cela indécent. Quand Bugs le lui dit, l'Écossais rougit de confusion, et Bugs s'empresse de l'habiller avec un tonneau évidé. 
Bug demande à son interlocuteur la direction pour « La Brea Tar Pits », mais celui-ci s'emporte contre ce lapin et lui apprend qu'il est en Écosse. Le lapin lui répond alors « Eh, what's up, MacDoc? » et s'enfuit alors que l'Écossais lui tire dessus. Mais après avoir manqué sa cible, ce dernier ramasse la balle pour la réutiliser et tirer à nouveau sur le lapin (en bon économe écossais), balle qui « est dans la famille depuis des années » ! Le lapin s'enfuit dans un terrier, et MacRory tire plusieurs coups dedans mais sans succès.
Bugs Bunny revient vers son persécuteur, déguisé en vieil Écossais avec sa canne et un maxi-béret rose sur la tête. Il le houspille sur le fait qu'il chasse indûment sur ses terres. L'Écossais veut régler ce différend à la manière traditionnelle écossaise : par un « jeu ». Bugs installe en un instant une table de poker et commence une partie, mais l'autre l'interrompt et rétorque qu'il ne s'agit pas de jeu de poker, à la surprise du lapin, qui dit ne pas en connaître d'autre.
Le contradicteur parle d'une partie de golf, jeu sportif que le lapin prend pour du baseball (jeu très populaire aux États-Unis d'Amérique), confondant les 4 bases du baseball avec les 18 trous du jeu de golf.  
Bugs commence, en prenant tout son temps avec sa canne... ce qui énerve son concurrent, qui tape du pied. Bugs le regarde avec réprobation. L'Écossais prend un air gêné et cache son pied derrière lui. Bugs rate son premier coup. Aussi, pour son essai suivant, il creuse un trou énorme pour gagner en un seul coup. Il fixe ensuite solidement la balle de MacRory sur la base de lancement, mais ce dernier parvient pourtant à mettre la balle dans le trou en un seul coup de canne. Au 8e trou, la balle de Bugs sur le green se retrouve plus éloigné du trou que celle de son concurrent, mais Bugs utilise alors sa canne de golf à la manière d'une queue de billard pour pousser la balle et la placer dans le trou, à la grande colère de MacRory, qui casse sa canne en deux. Bugs fait les comptes pour son 16e trou, juge qu'il l'a fait en 2 coups, mais est contesté par l'Écossais qui l'a vu faire en 25 coups. Bugs met alors son trou à des enchères fantaisistes, et fait finalement dire à l'Écossais que Bugs a joué son trou en un seul coup.
Au dernier trou, MacRory fait un birdie, alors que la balle de Bugs manque sa cible. Bugs creuse rapidement une rigole qui fait finalement tomber la balle dans le trou. Il se déclare vainqueur, à la colère de son concurrent qui le voit comme tricheur. mais Bugs lui fait alors un exposé sur des cas identiques survenus dans le passé dans des tournois de golf, qui sont en fait de pures inventions de sa part. 
L'Écossais le croit et s'avoue vaincu dans la partie de golf, mais se dit imbattable à la cornemuse. Il joue un morceau devant Bugs. Ce dernier, bâillant d'ennui, le surpasse peu après en revenant en Écossais homme-orchestre, jouant non seulement de la cornemuse mais en même temps du trombone, de la trompette, de deux clarinettes et d'un saxophone, de cymbales, et avec ses oreilles, il bat une grosse caisse.

## Fiche technique
- Réalisation : Chuck Jones (comme Charles M. Jones)
- Scénario : Michael Maltese
- Production : Warner Bros. Cartoons
- Producteur : Edward Selzer
- Société de production : Warner Bros. Cartoons
- Distribution : 
  - 1948 : Warner Bros. Pictures (États-Unis) (cinéma)
  - 1993 : Warner Home Video (États-Unis) (VHS) (laserdisc)
  - 2003 : Warner Home Video (États-Unis) (DVD)
- Format : 35 mm, 1,37 :1, Technicolor, son mono
- Monteur et sons : Treg Brown
- Musique : Carl W. Stalling, directeur de la musique (non crédité) et Milt Franklyn, orchestration (non crédité)
- Durée : 7 minutes
- Pays : États-Unis
- Langue : anglais
- Date de sortie : 
  - États-Unis : 4 décembre 1948

### Animateurs
- Ken Harris
- Phil Monroe
- Lloyd Vaughan
- Ben Washam
- Abe Levitow (non crédité)
- Peter Alvarado, décors
- Robert Gribbroek, préparation

## Distribution
Version originale anglaise :
- Mel Blanc : Bugs Bunny et l'homme écossais

Version française :
- Gérard Surugue : Bugs Bunny